# Corythalia gloriae
Corythalia gloriae là một loài nhện trong họ Salticidae.
Loài này thuộc chi Corythalia. Corythalia gloriae được Alexander Petrunkevitch miêu tả năm 1930.